# Piste Tetiaroa
Piste Tetiaroa eller Aéroport de Tetiaroa är en flygplats på ön Tetiaroa i Franska Polynesien. Flygplatsen renoverades 2005 och har en ensam asfalterad landningsbana på 777 meter eller 2 551 fot lång.